# بهمن گلبارنژاد
بهمن گلبارنژاد (۱۴ خرداد ۱۳۴۷ آبادان – ۲۷ شهریور ۱۳۹۵ ریو دو ژانیرو) دوچرخه سوار تیم ملی معلولان ایران و از جانبازان جنگ ایران و عراق بود که در پی سانحه‌ای در پارالمپیک ریو درگذشت.

## زندگی شخصی
وی که در آغاز جنگ ایران و عراق و به همراه خانواده اش از آبادان به شیراز کوچ کرده بود، در سنین نوجوانی و همزمان با سال‌های واپسین جنگ به جبهه رفت. او تنها چند ماه پیش از پایان جنگ روی مین رفت و پای چپ خود را از ناحیهٔ زانو از دست داد.
گلبارنژاد سه سال پس از مجروحیت و نقص عضو به ورزش حرفه‌ای روی آورد و ابتدا به کُشتی و سپس به وزنه‌برداری پرداخت. او کمی بعد عضو تیم وزنه‌برداری جانبازان و معلولین ایران شد و در ۱۵ سالی که در این رشته فعالیت داشت به گفته فدراسیون ورزش‌های جانبازان و معلولین ایران، توانست ۱۲ مدالِ طلا و یک نقرهٔ جهانی به دست آورد. او وزنه‌برداری را به دلیل آسیب‌دیدگی کتفِ خود کنار گذاشت، اما همچنان به ورزش حرفه‌ای ادامه داد و در سال ۱۳۸۵ دوچرخه سواری را به عنوان رشتهٔ جدید خود انتخاب کرد. گلبارنژاد در مسابقات آسیایی فسپیک ۲۰۰۶ مدال نقره، در بازی‌های آسیایی گوانگجو ۲۰۱۰ مدال برنز و در مسابقات پاراآسیایی مالزی ۲۰۱۲ مدال طلا گرفت.
او همچنین تنها رکابزن ایرانی در پارالمپیک تابستانی ۲۰۱۲ لندن بود که البته به جایگاه درخوری دست نیافت. در بخش جاده، مادهٔ سرعت به خط پایان نرسید و در مادهٔ تایم‌تریل نیز مسابقه را آغاز نکرد. در بخشِ پیست هم در مادهٔ ۱ کیلومتر با زمان ۱ دقیقه و ۱۴ ثانیه و ۲۴۵ هزارم ثانیه در جایگاه هجدهم قرار گرفت. وی علت ناکامی خود در این مسابقات را ابتلای همسر خود به سرطان ذکر کرد.

### حادثه
او روز شنبه ۲۷ شهریور در گروهِ سی ۴–۵ (C4-5) در مسابقاتِ جاده، رشتهٔ دوچرخه‌سواری بازی‌های پارالمپیک ۲۰۱۶ ریو و در یک شیبِ تند دچار حادثه شد و در پی این حادثه و ایست قلبی جان خود را ازدست داد. او در این حادثه به شدت از ناحیه گردن آسیب دید و دچار شکستگی از این ناحیه شد که سبب درگذشت او گردید.

### پیامدها
رئیس برگزاری مسابقات پارالمپیک ریو ۲۰۱۶ اعلام کرد که به احترام او، ۱ دقیقه سکوت در مراسم اختتامیه اعلام خواهد شد، همچنین پرچم کشور ایران تا پایان مسابقات به صورت نیمه‌افراشته درخواهد آمد. در پی مرگ دلخراش ورزشکار ایرانی، همچنین رئیس اتحادیهٔ جهانی دوچرخه سواری و برخی کاروان‌های ورزشی کشورهای دیگر از جمله آمریکا و انگلیس همدردی و تأثر شدید خود از این رخداد را اعلام کردند. حسن روحانی ریاست جمهوری ایران نیز وقوع این حادثه را تسلیت گفت.
- کارلوس آرتور نوزمن رئیسِ مسابقاتِ ریو ۲۰۱۶ گفت: این خبری بسیار بد برای ورزش و جنبشِ پارالمپیک بود. قلب‌ها و دعاهای ما با خانوادهٔ بهمن، هم‌تیمی‌ها و همهٔ مردمِ ایران است.[۶][۷]

تیم والیبال نشسته ایران که برنده مدال طلا پارالمپیک گردید این مدال را به بهمن گلبار نژاد تقدیم نمودند.

## افتخارات
- کسب سهمیه پارالمپیک ریو در مسابقات جهانی ایتالیا ۲۰۱۶
- مدال نقره مسابقات آسیایی مالزی ۲۰۰۶
- مدال برنز مسابقات پارآسیایی گوانگجو ۲۰۱۰
- مدال طلا مسابقات آسیایی مالزی ۲۰۱۲[۹]
- کسب سهمیه پارالمپیک لندن

## مستند
سال ۱۳۹۶ و یک سال پس از درگذشت ناگهانی این قهرمان ملی، فیلم مستندی با نام «بهمن عزیزم» به کارگردانی مصطفی پورمحمدی، تهیه کنندگی مهدی مطهر و تدوین محمدعلی حق‌پرست ساخته شد. در این مستند که محصول خانه مستند انقلاب اسلامی است زندگی این ورزشکار از کودکی تا مرگ و حواشی ایجاد شده پس از مرگ وی با نگاهی بی طرفانه روایت می‌شود. این مستند در دو نسخه تلویزیونی و سینمایی ساخته شده‌است.